# William O. Baker
William Oliver Baker (sinh ngày 15 tháng 7 năm 1915 tại Chestertown, Maryland; mất ngày 31 tháng 10 năm 2005 tại Chatham, New Jersey) là nhà hóa học người Mỹ, cựu chủ tịch của Bell Labs và đã từng làm cố vấn khoa học cho 5 tổng thống Hoa Kỳ.
Ông đậu bằng cử nhân ở Washington College năm 1935, bằng tiến sĩ ở Đại học Princeton năm 1938, sau đó ông vào làm nghiên cứu cho "Bell Labs" dẫn tới việc chế tạo ra cao su tổng hợp. Ông sở hữu 11 bằng sáng chế. Từ năm 1955, ông làm phó chủ tịch phụ trách nghiên cứu của "Bell Labs". Từ năm 1973 tới 1979, ông làm chủ tịch Bell Labs. Năm 1980 ông nghỉ hưu. Baker đã cư ngụ nhiều năm ở Morristown, New Jersey.

## Giải thưởng và Vinh dự
- Huy chương Perkin (1963)
- Huy chương Priestley (1966)
- Giải Willard Gibbs (1978)
- Giải Vannevar Bush (1981)
- Huy chương Khoa học quốc gia (1988)
- Hội viên Hội Marconi (2003)